# Paul McMullan
Paul James McMullan (Stirling, 25 febbraio 1996) è un calciatore scozzese, centrocampista del Derry City.

## Carriera

### Club
Cresciuto nelle giovanili dei Celtic, viene ceduto in prestito allo Stenhousemuir il 23 gennaio 2015, esordendo il giorno successivo nel pareggio contro l'Ayr Utd. Segna la sua prima rete tra i professionisti il 14 febbraio 2015, aprendo le marcature nella sconfitta per 3-2 contro il Dunfermline.. Negli anni successivi gioca in prestito per St. Mirren, Greenock Morton e Dunfermline, per poi trasferirsi a titolo definitivo nel giugno 2017 al Dundee Utd. Dopo tre stagioni, culminate con la vittoria della Scottish Championship, firma per la squadra rivale del Dundee nel gennaio 2021.

### Nazionale
McMullan ha rappresentato la Scozia nelle sue selezioni giovanili, esordendo nella sua unica partita nell'Under-21 nel marzo 2017 in un'amichevole contro l'Estonia terminata a reti inviolate.

## Palmarès

### Club

#### Competizioni nazionali
- Scottish Championship: 2

Dundee United: 2019-2020
Dundee: 2022-2023

### Individuale
- Squadra della stagione Scottish Championship: 1

2020-2021